# 1953 w nauce

## Zmarli
- 12 października – Czesław Białobrzeski, polski fizyk
- 20 listopada – Stefan Pieńkowski, polski fizyk

## Nauki przyrodnicze i ścisłe

### Astronomia
- Enrico Fermi – Nagroda Henry Norris Russell Lectureship przyznawana przez American Astronomical Society
- Lyman Spitzer – Nagroda Henry Norris Russell Lectureship przyznawana przez American Astronomical Society

### Biologia
- Francis Crick i James Watson opublikowali w czasopiśmie Nature (z 25 kwietnia) pracę naukową Molecular Structure of Nucleic Acids, w której przedstawili strukturę i funkcję DNA (podwójna helisa). Za badania nad DNA otrzymali w 1962 roku Nagrodę Nobla.
- przeprowadzenie eksperymentu Stanleya Millera

## Nagrody Nobla
- Fizyka – Frits Zernike
- Chemia – Hermann Staudinger
- Medycyna – Hans Adolf Krebs, Fritz Albert Lipmann